# Progonia boisduvalalis
Progonia boisduvalalis là một loài bướm đêm trong họ Noctuidae.